# Ti West
Ti West (ur. 5 października 1980 w Wilmington) − amerykański reżyser i scenarzysta, twórca horrorów. Wśród popularnych tytułów autorstwa Westa znajdują się Dom diabła (2009) oraz Śmiertelna gorączka 2 (2009). Reżyserii Domu diabła przyniosła mu nominacje do kluczowych nagród podczas Chicago International Film Festival i Puchon International Fantastic Film Festival.

## Życiorys
Uczęszczał do nowojorskiej szkoły artystycznej School of Visual Arts (SVA). W lipcu 2001 roku jego studencka etiuda The Wicked została zaprezentowana widzom New York International Independent Film and Video Festival. Podczas gali West został uhonorowany nagrodą dla twórcy najlepszego filmu krótkometrażowego. Pierwszy film fabularny reżysera, horror The Roost, wyświetlany był na licznych festiwalach w 2005, a rok później trafił do dystrybucji kinowej i video. W ciągu kolejnych lat powstały następne filmy Westa, w tym Trigger Man (2007), Dom diabła (2009). Zajazd pod duchem (2011) i Śmiertelna gorączka 2 (2009). Ostatni z tytułów stanowił sequel popularnego horroru Eli Rotha z 2002 roku. West zrzekł się autorstwa filmu, uznając, że producenci przemontowali go, dostosowując do własnej wizji.
Na antologię grozy V/H/S (2012), powstałą jako efekt współpracy dziewięciu reżyserów, złożył się jego segment Second Honeymoon. West napisał i nakręcił też etiudę M is for Miscarriage, która stała się częścią horroru The ABCs of Death (2012). Kolejny film reżysera, Ostatni sakrament, miał premierę w 2013 roku. Projekt wyróżniono licznymi laurami. Premierowo zaprezentowany został w sekcji "Horyzonty" podczas 70. MFF w Wenecji. W latach 2015−2016 reżyserował wybrane odcinki seriali grozy Krzyk, South of Hell oraz Miasteczko Wayward Pines.

## Filmografia
| Rok  | Film/serial telewizyjny                                                         | Funkcja | Funkcja     | Funkcja    | Funkcja   | Funkcja          | Funkcja | Funkcja                 |
| Rok  | Film/serial telewizyjny                                                         | Reżyser | Scenarzysta | Montażysta | Producent | Operator filmowy | Aktor   | Rola aktorska           |
| ---- | ------------------------------------------------------------------------------- | ------- | ----------- | ---------- | --------- | ---------------- | ------- | ----------------------- |
| 2001 | The Wicked                                                                      | T       | T           | T          | T         | T                |         |                         |
| 2005 | The Roost                                                                       | T       | T           | T          |           |                  | T       | profesor (rola głosowa) |
| 2007 | Trigger Man                                                                     | T       | T           | T          | T         | T                |         |                         |
| 2009 | Śmiertelna gorączka 2 (Cabin Fever 2: Spring Fever)                             | T       | T           |            |           |                  |         |                         |
| 2009 | Dom diabła (The House of the Devil)                                             | T       | T           | T          |           |                  | T       | ulubiony wykładowca     |
| 2011 | Zajazd pod duchem (The Innkeepers)                                              | T       | T           | T          | T         |                  |         |                         |
| 2011 | Autoerotic                                                                      |         |             |            |           |                  | T       |                         |
| 2011 | Następny jesteś ty (You're Next)                                                |         |             |            |           |                  | T       | Tariq                   |
| 2011 | Srebrne kule (Silver Bullets)                                                   |         |             |            |           |                  | T       | Ben                     |
| 2012 | V/H/S (reżyser segmentu Second Honeymoon)                                       | T       | T           | T          | T         |                  |         |                         |
| 2012 | The ABCs of Death (reżyser segmentu M is for Miscarriage)                       | T       | T           |            |           |                  |         |                         |
| 2012 | All the Light in the Sky                                                        |         |             |            |           |                  | T       | reżyser                 |
| 2013 | Kumple od kufla (Drinking Buddies)                                              |         |             |            |           |                  | T       | Dave                    |
| 2013 | Ostatni sakrament (The Sacrament)                                               | T       | T           | T          | T         |                  |         |                         |
| 2015 | Krzyk (odcinek The Dance)                                                       | T       |             |            |           |                  |         |                         |
| 2015 | South of Hell (odcinek Take Life Now)                                           | T       |             |            |           |                  |         |                         |
| 2016 | Dolina przemocy (In a Valley of Violence)                                       | T       | T           | T          | T         |                  |         |                         |
| 2016 | Miasteczko Wayward Pines (Wayward Pines; odcinki Exit Strategy i Bedtime Story) | T       |             |            |           |                  |         |                         |